# FK Inter Bratislava
El FK Inter Bratislava és un club eslovac de futbol de la ciutat de Bratislava.

## Història
L'Inter Bratislava va ser fundat el 1940 a la refineria Apollo, posteriorment anomenada Slovnaft. Es tracta d'un dels clubs més brillants del futbol eslovac.
Evolució del nom:
- 1940: ŠK Apollo Bratislava
- 1945: TKNB Bratislava
- 1948: Sokol SNB Bratislava
- 1952: TJ Cervena Hviezda Bratislava
- 1962: Fusionat amb TJ Iskra Slovnaft Bratislava esdevenint TJ Slovnaft Bratislava
- 1965: TJ Internacionál Slovnaft Bratislava
- 1986: Fusionat amb TJ ZTS Petrzalka esdevenint TJ Internacional Slovnaft ZTS Bratislava
- 1991: Fi de la fusió dels dos clubs esdevenint AŠK Inter Slovnaft Bratislava
- 2004: FK Inter Bratislava

## Jugadors destacats
- Jozef Barmoš
- Ladislav Jurkemik
- Szilárd Németh
- Ladislav Petráš
- Juraj Szikora
- Filip Šebo

## Palmarès
- Lliga eslovaca de futbol: 2000, 2001
- Copa eslovaca de futbol: 1984, 1988, 1990, 1995, 2000, 2001
- Supercopa eslovaca de futbol: 1995
- Lliga txecoslovaca de futbol: 1959
- Copa Intertoto: 1962/63, 1963/64